# Display PostScript
Le display PostScript est une technique d'affichage graphique développée par NeXT et Adobe sur les bases du langage de description de pages PostScript.
Celui-ci, originellement utilisé pour les périphériques de sortie de type imprimante, est ici utilisé pour les périphériques de type écran.
Le système Display PostScript est basé sur une architecture client/serveur.
L'affichage est géré par un interpréteur PostScript, générant sur l'écran une représentation graphique des commandes fournies par les applications.
Ces dernières sont connectées avec le serveur d'affichage par le biais d'une bibliothèque spécialisée, qui contient une interface de programmation fournissant des services similaires à un système graphique classique en plus des fonctions nécessaires à la connexion.
Ce système peut constituer le système graphique « natif » dans un système d'exploitation (comme dans NeXT) ou être réalisé au-dessus d'un système graphique de fenêtrage.
L'implémentation originelle sur machine Next était présente dans le système NextStep. Elle a ensuite fait l'objet de la définition d'une norme : OpenStep, qui a donné lieu à différentes mises en œuvre : propriétaire sur les ordinateurs utilisant Windows, libre sur des machines de type UNIX : Display GhostScript System (DGS) développé par le projet GNUstep,.
On retrouve également une évolution de ce système sur les machines Apple utilisant le système Mac OS X : dans ce cas, le langage de description qui a été choisi est le PDF d'Adobe.